# Simone Consonni
Simone Consonni (Ponte San Pietro, 12 de septiembre de 1994) es un deportista italiano que compite en ciclismo en las modalidades de pista, especialista en la prueba de persecución por equipos, y ruta, perteneciendo al equipo Lidl-Trek desde el año 2024.  Su hermana Chiara compite en el mismo deporte.
Participó en cuatro Juegos Olímpicos de Verano, obteniendo tres medallas, oro en Tokio 2020, en persecución por equipos (junto con Filippo Ganna, Francesco Lamon y Jonathan Milan), y dos en París 2024, plata en madison (con Elia Viviani) y bronce en persecución por equipos (con Filippo Ganna, Francesco Lamon y Jonathan Milan), y el sexto lugar en Río de Janeiro 2016, en persecución por equipos.
Ganó diez medallas en el Campeonato Mundial de Ciclismo en Pista, entre los años 2017 y 2024, y diez medallas en el Campeonato Europeo de Ciclismo en Pista entre los años 2015 y 2024.
En carretera obtuvo una medalla de plata en la carrera de ruta sub-23 del Campeonato Mundial de Ciclismo en Ruta de 2015.

## Medallero internacional
| Juegos Olímpicos   | Juegos Olímpicos         | Juegos Olímpicos  | Juegos Olímpicos        |
| Año                | Lugar                    | Medalla           | Competición             |
| ------------------ | ------------------------ | ----------------- | ----------------------- |
| 2020               | Tokio (Japón)            | Medalla de oro    | Persecución por equipos |
| 2024               | París (Francia)          | Medalla de plata  | Madison                 |
| 2024               | París (Francia)          | Medalla de bronce | Persecución por equipos |
| Campeonato Mundial |                          |                   |                         |
| Año                | Lugar                    | Medalla           | Competición             |
| 2017               | Hong Kong (China)        | Medalla de bronce | Persecución por equipos |
| 2018               | Apeldoorn (Países Bajos) | Medalla de bronce | Persecución por equipos |
| 2018               | Apeldoorn (Países Bajos) | Medalla de bronce | Ómnium                  |
| 2020               | Berlín (Alemania)        | Medalla de plata  | Scratch                 |
| 2020               | Berlín (Alemania)        | Medalla de bronce | Persecución por equipos |
| 2021               | Roubaix (Francia)        | Medalla de oro    | Persecución por equipos |
| 2021               | Roubaix (Francia)        | Medalla de plata  | Madison                 |
| 2022               | Saint-Quentin (Francia)  | Medalla de plata  | Persecución por equipos |
| 2023               | Glasgow (Reino Unido)    | Medalla de plata  | Persecución por equipos |
| 2024               | Ballerup (Dinamarca)     | Medalla de plata  | Ómnium                  |
| Campeonato Europeo |                          |                   |                         |
| Año                | Lugar                    | Medalla           | Competición             |
| 2015               | Grenchen (Suiza)         | Medalla de plata  | Eliminación             |
| 2016               | Saint-Quentin (Francia)  | Medalla de plata  | Persecución por equipos |
| 2017               | Berlín (Alemania)        | Medalla de plata  | Persecución por equipos |
| 2019               | Apeldoorn (Países Bajos) | Medalla de plata  | Persecución por equipos |
| 2022               | Múnich (Alemania)        | Medalla de plata  | Ómnium                  |
| 2023               | Grenchen (Suiza)         | Medalla de oro    | Puntuación              |
| 2023               | Grenchen (Suiza)         | Medalla de oro    | Persecución por equipos |
| 2023               | Grenchen (Suiza)         | Medalla de plata  | Ómnium                  |
| 2023               | Grenchen (Suiza)         | Medalla de plata  | Madison                 |
| 2024               | Apeldoorn (Países Bajos) | Medalla de bronce | Persecución por equipos |

| Campeonato Mundial | Campeonato Mundial        | Campeonato Mundial | Campeonato Mundial |
| Año                | Lugar                     | Medalla            | Competición        |
| ------------------ | ------------------------- | ------------------ | ------------------ |
| 2015               | Richmond (Estados Unidos) | Medalla de plata   | Ruta sub-23        |

## Palmarés

### Ruta
2015 (como amateur)
- La Côte Picarde
- Gran Premio Ciudad de Felino
- Milán-Busseto
- 2.º en el Campeonato Mundial en Ruta sub-23

2016
- Trofeo Ciudad de San Vendemiano

2018
- 1 etapa del Tour de Eslovenia

2022
- París-Chauny

2023
- 1 etapa del Tour de Arabia Saudita

### Pista
2013
- Campeonato de Italia en Omnium

2014
- Campeonato de Italia en Madison (junto con Francesco Lamon)
- 3.º en el Campeonato de Italia en Omnium

2015
- 2.º en el Campeonato Europeo en Eliminación

2016
- 2.º en el Campeonato Europeo en Persecución por equipos (con Filippo Ganna, Francesco Lamon y Michele Scartezzini)

2017
- 3.º en el Campeonato del Mundo en Persecución por equipos (con Liam Bertazzo, Filippo Ganna y Francesco Lamon)
- 2.º en el Campeonato Europeo en Persecución por equipos (con Liam Bertazzo, Filippo Ganna y Francesco Lamon)

2018
- 3.º en el Campeonato del Mundo en Persecución por equipos (con Liam Bertazzo, Filippo Ganna y Francesco Lamon)
- 3.º en el Campeonato del Mundo en Omnium
- Seis días de Fiorenzuola d'Arda (con Francesco Lamon)

2019
- 2.º en el Campeonato Europeo en Persecución por equipos (con Filippo Ganna, Francesco Lamon y Davide Plebani)
- Seis días de Londres (con Elia Viviani)

2020
- 3.º Campeonato del Mundo en Persecución por equipos (con Filippo Ganna, Jonathan Milan y Francesco Lamon)
- 2.º Campeonato del Mundo en Scratch

2021
- Campeonato Olímpico en Persecución por Equipos (con Filippo Ganna, Jonathan Milan y Francesco Lamon)

## Resultados en Grandes Vueltas
| Carrera | Carrera         | 2017 | 2018  | 2019  | 2020  | 2021  | 2022  | 2023  | 2024  | 2025  |
| ------- | --------------- | ---- | ----- | ----- | ----- | ----- | ----- | ----- | ----- | ----- |
|         | Giro de Italia  | —    | —     | 131.º | 115.º | 110.º | 121.º | 111.º | 123.º | —     |
|         | Tour de Francia | —    | —     | —     | 112.º | —     | —     | —     | —     | 160.º |
|         | Vuelta a España | —    | 147.º | —     | —     | —     | —     | —     | —     | —     |

| —: No participó | Ab: Abandono |

## Equipos
- UAE Team Emirates (2017-2019)
- Cofidis (2020-2023)
- Lidl-Trek (2024-)